# Санивејл (Калифорнија)
Санивејл (енгл. Sunnyvale) град је у америчкој савезној држави Калифорнија. По попису становништва из 2010. у њему је живело 140.081 становника.

## Демографија
Према попису становништва из 2010. у граду је живело 140.081 становника, што је 8.321 (6,3%) становника више него 2000. године.
|                   | 2010.            | 2000.            |
| Укупно            | 140 081 (100,0%) | 131 760 (100,0%) |
| Азијати           | 57 320 (40,92%)  | 42 524 (32,27%)  |
| Белци             | 48 323 (34,50%)  | 61 221 (46,46%)  |
| Хиспаноамериканци | 26 517 (18,93%)  | 20 390 (15,48%)  |
| Остали            | 5 186 (3,702%)   | 4 698 (3,566%)   |
| Афроамериканци    | 2 735 (1,952%)   | 2 927 (2,221%)   |